# A. K. 안토니

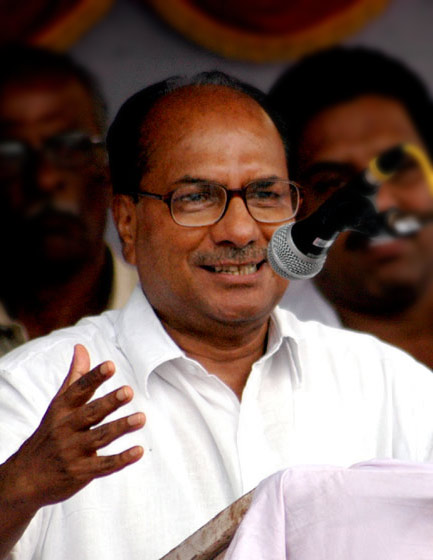

A. K. 안토니(Arackaparambil Kurien Antony, A.K. Antony, 1940년 12월 28일 ~)로 더 잘 알려진 인도의 정치인이자 변호사이며 인도의 23대 국방 장관이다. 그는 1985년 이래로 5번째 임기로 케랄라 출신 라지야 사바의 현 의원이다.  그는 또한 현재 전인도 의회 위원회 의 징계 조치 위원회 의장을 역임하고 있다 의회 실무 위원회, 의회 핵심 그룹 및 중앙 선거 위원회 위원이기도 하다.
안토니는 이전에 거의 8년 동안 국방 장관 인도에서 가장 오래 국방 장관을 역임했다. 그는 케랄라 주의 8대 총리 이자 야당 대표를 한 번 케랄라 입법부에서 세 번 역임했다.
그는 트라방코르 알레피 근처 Cherthala에서 태어났다. 그의 아버지는 1959년에 세상을 떠났다.
그는 Ernakulam에서 문학 학사 및 정부 법학 학사를 마쳤다. .
MA John의 지도 아래 Kerala Students Union 의 활동가로서 Cherthala Taluk(Alleppey 지역)의 학생 지도자로 정치에 입문했다. 그는 Oru Ana Samaram (싱글 페니 스트라이크)과 같은 많은 스트라이크의 적극적인 리더였다. 그는 1966년 케랄라 학생 연합 의 최연소 회장 이 케랄라 프라데시 의회 위원회 (KPCC)에서 근무한 후 1984년 전인도 의회 위원회 (AICC) 사무총장이 되었다. 1972년 한전 사장이 되었을 때 그는 그 직책을 맡은 최연소 인물이었다. 그는 1987년 KPCC 회장으로 다시 선출되었고 1991년 KPCC 대통령 선거에서 Vayalar Ravi에게 패배했다.

다시, Karunakaran이 ISRO 사건과 관련하여 사임하자 1995년 3월 22일부터 1996년 5월 9일까지 케랄라의 16대 총리가 되었다. 그는 1996년부터 2001년까지 케랄라 주의회에서 야당 대표를 역임했다. Antony는 2001년 5월 17일부터 2004년 8월 29일까지 세 번째 임기로 선출되었다. 그는 총리로서 처음 두 차례 권력을 유지하는 데 실패했다. 2004 년 케랄라에서 의회가 당파 정치 속과에-싸우는 내에서 로크 사바 선거에서 총 완패를 입은 직후 의회 파티, 안토니는 수석 장관 사임했다. 그는 Oommen Chandy에 의해 계승되었다.